# Кабарете
Кабарете (исп. Cabarete) — небольшой город в провинции Пуэрто-Плата в Доминиканской Республике. Известен своими пляжами, которые подходят для занятия сёрфингом и виндсёрфингом. Но наиболее комфортные условия здесь для занятий кайтсёрфингом (кайтингом). По популярности место вполне обоснованно называется иногда «меккой кайтсерферов» наряду с Тарифой в Испании и Муйне во Вьетнаме.  
Город основан в 1835 году Софонием Кингсли со своей семьёй и 53 рабами. И в настоящее время в городе живут некоторые его потомки. Город находится в 18 км от Международного аэропорта в честь Грегорио Луперона (Пуэрто-Плата). В 2004 году население Кабарете составляло 4 094 человека, однако уже в 2010 году оно достигло 14 606 человек.